# 茨城交通茨城線
茨城線（いばらきせん）は、かつて茨城県水戸市の赤塚駅と茨城県東茨城郡桂村（現在の城里町）の御前山駅を結んでいた、茨城交通の鉄道路線である。終着駅の名から御前山線の別称もあったほか、茨城交通の路線となってからもかつての会社名である茨城鉄道を略した「茨鉄線」の愛称で親しまれていた。1971年（昭和46年）に全線が廃止された。
終点は御前山駅を名乗っているが、これは御前山の麓という立地と、御前山という地名が城里町（鉄道建設当時は東茨城郡沢山村）に存在するからである。那珂川対岸に東茨城郡御前山村（現在の常陸大宮市）があったため誤解されることがあるが、御前山村（旧：野口村）は昭和の大合併でできた自治体名であり、御前山の山頂と御前山の地名が桂村に存在するにもかかわらず命名されたものである。駅名の御前山は自治体の御前山より古い。

## 路線データ
- 路線距離：25.2km
- 軌間：1,067mm
- 駅数：16駅（起点駅および終点駅を含む）
- 複線区間：なし（全線単線）
- 電化区間：赤塚駅 - 大学前駅間

## 歴史
- 1921年（大正10年）2月21日 茨城鉄道に鉄道敷設免許状下付（東茨城郡河和田村-同郡澤山村間）[4]。
- 1923年（大正12年）
  - 3月23日鉄道敷設の区間変更の認可（水戸市-東茨城郡澤山村間）[5]
  - 8月16日 茨城鉄道設立[6]。本社は東京市京橋区銀座。社長の堀江正三郎は東京在住の実業家で茨城県出身[7]。
- 1926年（大正15年）
  - 3月22日 起点を赤塚駅に変更。
  - 10月24日 赤塚 - 石塚間開業（当時の開業駅は赤塚・上水戸・飯富・藤井・那珂西・石塚）[8]。
- 1927年（昭和2年）
  - 2月23日 石塚 - 阿波山間開業[9]。
  - 2月24日 鉄道敷設免許状下付（東茨城郡澤山村-那珂郡玉川村間、那珂郡野口村-同郡長倉村間）[10]。
  - 3月26日 阿波山 - 御前山間開業[11]。
- 1928年（昭和3年）
  - 5月10日 瓦斯倫動力併用（赤塚-上水戸間）[12] 。
  - 7月6日 瓦斯倫動力併用（上水戸-石塚間）[12]。
  - 7月21日 兵営前駅（後の大学前）開業[13]。
  - 茨城鉄道本社を茨城県東茨城郡常磐村（現・水戸市）に移転。
- 1929年（昭和4年）9月25日 瓦斯倫動力併用（石塚-御前山間）[12]。
- 1931年（昭和6年）10月14日那珂郡野口村-同郡玉川村鉄道免許失効（指定の期限まで工事施行認可申請を為さざるため）[14]
- 1935年（昭和10年）7月17日御前山-長倉間鉄道免許取消（指定の期限まで工事竣工せさるため）[15]
- 1940年 - 1942年の間 兵営前駅を南袴塚駅に改称[13]。
- 1944年（昭和19年）
  - 8月1日 県内交通統合で、水浜電車、茨城鉄道、湊鉄道などが合併し、茨城交通発足[16]、同日、水浜線の谷中 - 上水戸間開業。
  - 11月18日 赤塚 - 上水戸間電化。
- 1945年（昭和20年）6月1日 上水戸 - 南袴塚間電化。
- 1949年（昭和24年）6月以降（時期不明） 南袴塚駅を大学前駅に改称。
- 1954年（昭和29年） 水浜線の茨城線への乗り入れ運転認可。
- 1956年（昭和31年）1月20日 水浜線、上水戸 - 大学前間の乗り入れ開始。
- 1957年（昭和32年）11月20日 全線無煙化（気動車化）。
- 1965年（昭和40年）4月25日 水浜線、上水戸 - 水戸駅前の営業廃止（6月11日）を控え、赤塚 - 大学前間の電車運転を廃止[17]。
- 1966年（昭和41年）6月1日 石塚 - 御前山間の営業廃止。
- 1968年（昭和43年）6月16日 大学前 - 石塚間の営業廃止[18]。
- 1971年（昭和46年）2月11日 赤塚 - 大学前間廃止により全線廃止[2]。

1968年の石塚・大学前間廃止時と1971年の全線廃止時の2度に亘って謝恩優待乗車券を発行したが、1966年の石塚・御前山間廃止時は同日に廃止された茨城交通・水浜線とは対照的に、記念乗車券の発行も記念イベントの開催も無かった。

## 輸送・収支実績
| 年度 | 輸送人員（人） | 貨物量（トン） | 営業収入（円） | 営業費（円） | 営業益金（円） | その他益金（円） | その他損金（円）   | 支払利子（円） | 政府補助金（円） |
| ---- | -------------- | -------------- | -------------- | ------------ | -------------- | ---------------- | ------------------ | -------------- | ---------------- |
| 1926 | 23,350         | 1,024          | 9,068          | 5,635        | 3,433          |                  |                    | 1,733          |                  |
| 1927 | 279,565        | 26,312         | 94,234         | 116,524      | ▲ 22,290       | 自連補助3,150    | 雑損98,734         | 88,741         | 36,640           |
| 1928 | 335,216        | 41,207         | 115,666        | 132,977      | ▲ 17,311       |                  | 雑損5,978          | 117,085        | 99,570           |
| 1929 | 415,566        | 52,573         | 113,811        | 144,423      | ▲ 30,612       |                  | 雑損3,113          | 138,922        | 101,922          |
| 1930 | 373,483        | 40,114         | 95,209         | 96,831       | ▲ 1,622        |                  | 雑損3,966          | 133,050        | 102,699          |
| 1931 | 309,064        | 35,714         | 80,368         | 73,408       | 6,960          |                  | 雑損846            | 103,720        | 102,764          |
| 1932 | 236,529        | 28,172         | 69,806         | 76,645       | ▲ 6,839        |                  | 雑損155            | 93,750         | 85,372           |
| 1933 | 241,315        | 26,443         | 68,521         | 76,973       | ▲ 8,452        |                  | 雑損181            | 94,126         | 102,790          |
| 1934 | 224,723        | 28,970         | 69,235         | 80,629       | ▲ 11,394       |                  | 雑損2,587          | 85,364         | 102,748          |
| 1935 | 217,170        | 29,124         | 69,418         | 66,939       | 2,479          |                  | 雑損14,524自動車56 | 105,184        | 102,775          |
| 1936 | 236,565        | 25,783         | 69,064         | 62,338       | 6,726          | 自動車697        | 雑損18,485         | 92,101         | 94,672           |
| 1937 | 282,981        | 35,026         | 76,681         | 71,822       | 4,859          | 自動車395        | 雑損479自動車311   | 69,777         | 34,200           |
| 1939 | 487,683        | 51,573         |                |              |                |                  |                    |                |                  |
| 1941 | 657,307        | 80,191         |                |              |                |                  |                    |                |                  |
| 1943 | 1,012,711      | 83,927         |                |              |                |                  |                    |                |                  |
| 1945 | 2,472,263      | 49,056         |                |              |                |                  |                    |                |                  |
| 1949 | 1,696,687      | 52,482         |                |              |                |                  |                    |                |                  |
| 1952 | 1,925,753      | 50,123         |                |              |                |                  |                    |                |                  |
| 1958 | 1,989千        | 61,180         |                |              |                |                  |                    |                |                  |
| 1963 | 1,137千        | 73,052         |                |              |                |                  |                    |                |                  |
| 1966 | 709千          | 61,027         |                |              |                |                  |                    |                |                  |
| 1970 | 497千          | 28,694         |                |              |                |                  |                    |                |                  |

- 鉄道統計資料、鉄道統計、国有鉄道陸運統計、地方鉄道軌道統計年報、私鉄統計年報各年度版
- 1930年度の繰越損金は315,744円、ワースト3の阪和電気鉄道（現：JR西日本阪和線）、神中鉄道（現：相模鉄道本線）、三河鉄道（現：名鉄三河線）に続く4位であった。中川浩一『茨城の民営鉄道史』288頁

## 車両
- ケハ2：小型車である。
- ケハ45：元キハ045。廃止後は同じ茨城交通の湊線に転属した。
- ケハ300形 (301, 302)：国鉄キハ42000形の戦災復旧車である。301は張り上げ屋根となっていて、ドア窓も縦に桟が入っているなど、特徴的な面が多かったが、302は基本的は仕様は国鉄とほぼ同じだった。
- ケハ401：山鹿温泉鉄道の注文流れ。有田鉄道キハ250と同型車で、正面2枚窓と、2段ステップが特徴だった。廃線後湊線に転じた。
- ケハ502：元五日市鉄道キハ502。キハ41000にキハ42000の前面を取り付けたような車両だった。
- ハフ251・252：元水戸電気鉄道キハ1とキハ2、同線廃止後に譲り受け戦後に動力を撤去して客車に改造された。
- ハフ11：ハフ251・252同様水戸電気鉄道からの譲受車で元キハ11。1952年に動力を撤去して付随車に改造された。
- ケキ102：新潟鉄工所製のディーゼル機関車、形式名の「ケキ」は軽油（ケ）で走る機関車（キ）の意。DMH-17BX(180HP)×2基搭載で、茨城線廃止後、湊線に転じた。2005年に廃車となり、湊線のひたちなか海浜鉄道移管後もしばらく那珂湊駅構内に留置されていたが、後にJR貨物北陸ロジスティクスに売却され富山県の氷見線伏木駅旧貨物ヤードにて保管されている。
- 11, 12：1926年、日本車輌製造製Cタンク機関車。茨城鉄道時代は1, 2で、開業用に用意されたもの。1958年および1962年に廃車。
- 14：コッペル1924年製のCタンク機関車を1927年に購入したもの。茨城鉄道時代は、3と称した。一時期熊本県の鹿本鉄道に貸し出されていたことがある。13は、当初から欠番であった。1951年に川崎製鉄に移籍し、「NUS2」になる。蘇我駅から川崎製鉄千葉製鉄所の間の千葉専用線で資材を運ぶために使用されていたが、ディーゼル機関車に置き換えられて廃車となり、千葉県の習志野市立袖ヶ浦東小学校に保存されている。
- 15：1944年12月、立山重工業製のCタンク機関車で、1946年12月に南部鉄道C319を譲り受けたものである。当初は湊線に入り7とされたが、1947年に茨城線に移り、15と改番された。1951年に東北パルプに譲渡され、C352となっている。
- 16：1905年、ノースブリティッシュ製のC1タンク機関車で、国鉄の2374（2120形）を1948年に譲り受けたもの。譲受時の番号は5（2代）であった。1951年に湊線に転属し、1958年に廃車となった。
- 17：1905年、ボールドウィン製のC1タンク機関車で、16と同じく鉄道院B6クラスの一族である。1951年12月に国鉄から譲り受けた。旧番は、2500形2630とされているが、記録上は2541である。1956年10月に小名浜臨港鉄道に譲渡され、C507となった。

## 駅一覧
赤塚駅 - 東石川駅（1960年代初頭に金比羅前より改称） - 西原町駅 - 上水戸駅 - 曙町駅 - 大学前駅（旧「兵営前」？） - 堀駅 - 田野駅 - 飯富駅 - 藤井駅 - 那珂西駅（なかさい-） - 石塚駅（いしつか-） - 常陸岩船駅 - 阿波山駅 - 阿野沢駅 - 御前山駅

## 接続路線
- 赤塚駅：常磐線
- 上水戸駅：茨城交通水浜線
- 藤井駅：那珂川砂利合資会社線（貨物軌道）

## 廃線後の状況
現在、かつての茨城線の全線にわたって同じルートを走る路線バスはない。ただし、上水戸 - 御前山間は、[45] 御前山 - 飯富 - 栄町 - 水戸駅が、ほぼ同じルートを走る。また、[81] 赤塚駅 - 東赤塚 - 自由が丘 - 水戸駅のうち飯綱神社 - 西原二丁目間は廃線跡を転用した道路上を走っている。このバス路線の東赤塚アパート入口バス停がかつての東石川駅の場所と完全に一致する。また、同路線の西原二丁目バス停が国道50号線との踏切脇にあった西原町駅に近接している。
廃線後に線路跡のほとんどが自動車道や宅地になったため、はっきりとした痕跡は判りにくいが、那珂西駅のホーム跡と御前山駅近くの小川にある橋台が残っている（2012年6月現在）。
間接的な痕跡として、2015年現在、旧石塚駅周辺に、旧駅前通りが「石塚駅前通り」の通称名として残っていることと、旧駅前で営業する石塚駅前タクシー（有）が挙げられる。また、旧御前山駅周辺には「駅前」という地名が現存している。また，全線に渡って「茨城交通」「茨交」などと書かれた境界杭が多く残されている。

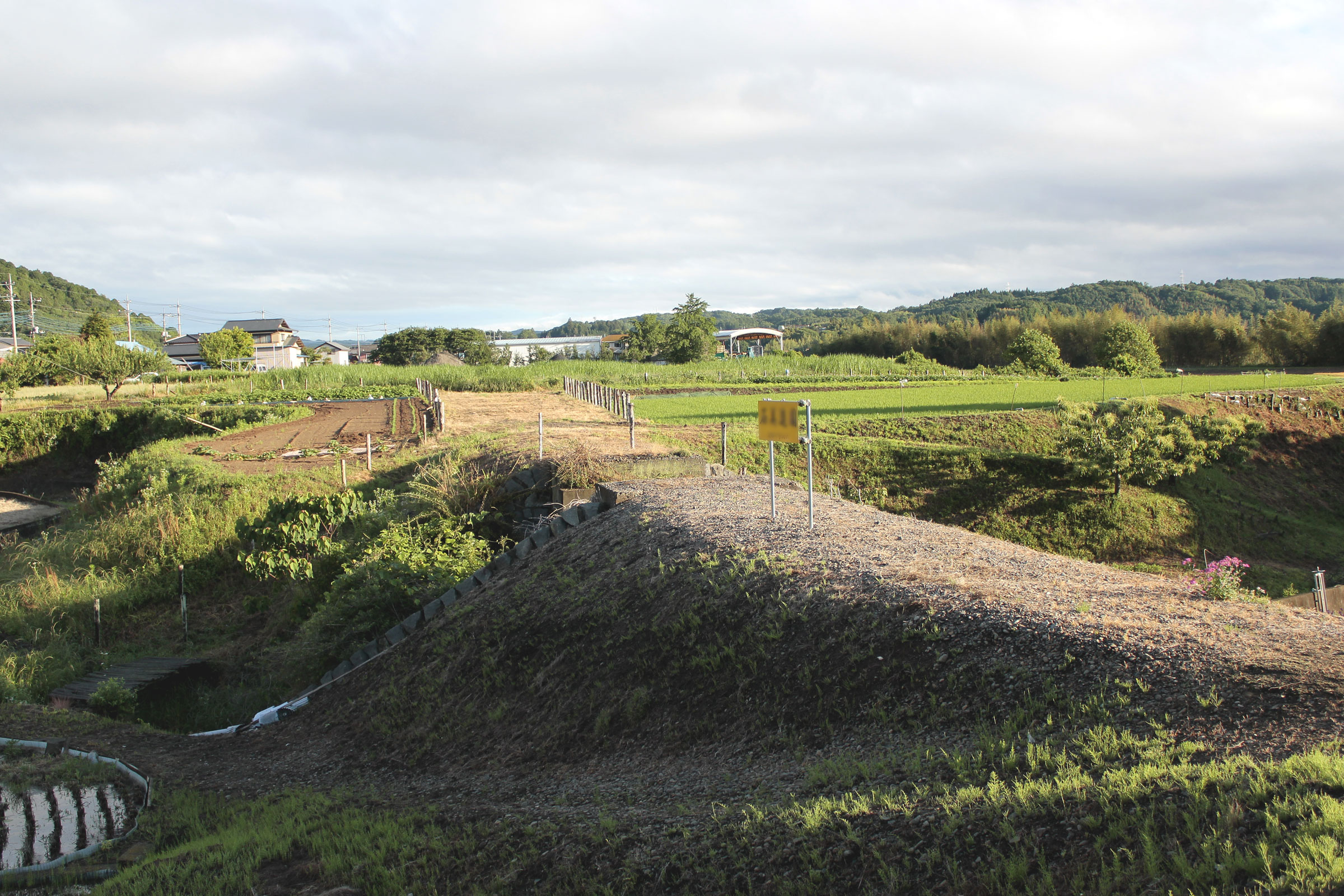
御前山駅付近に残る橋台と前後の路盤 （写真奥が御前山駅方）
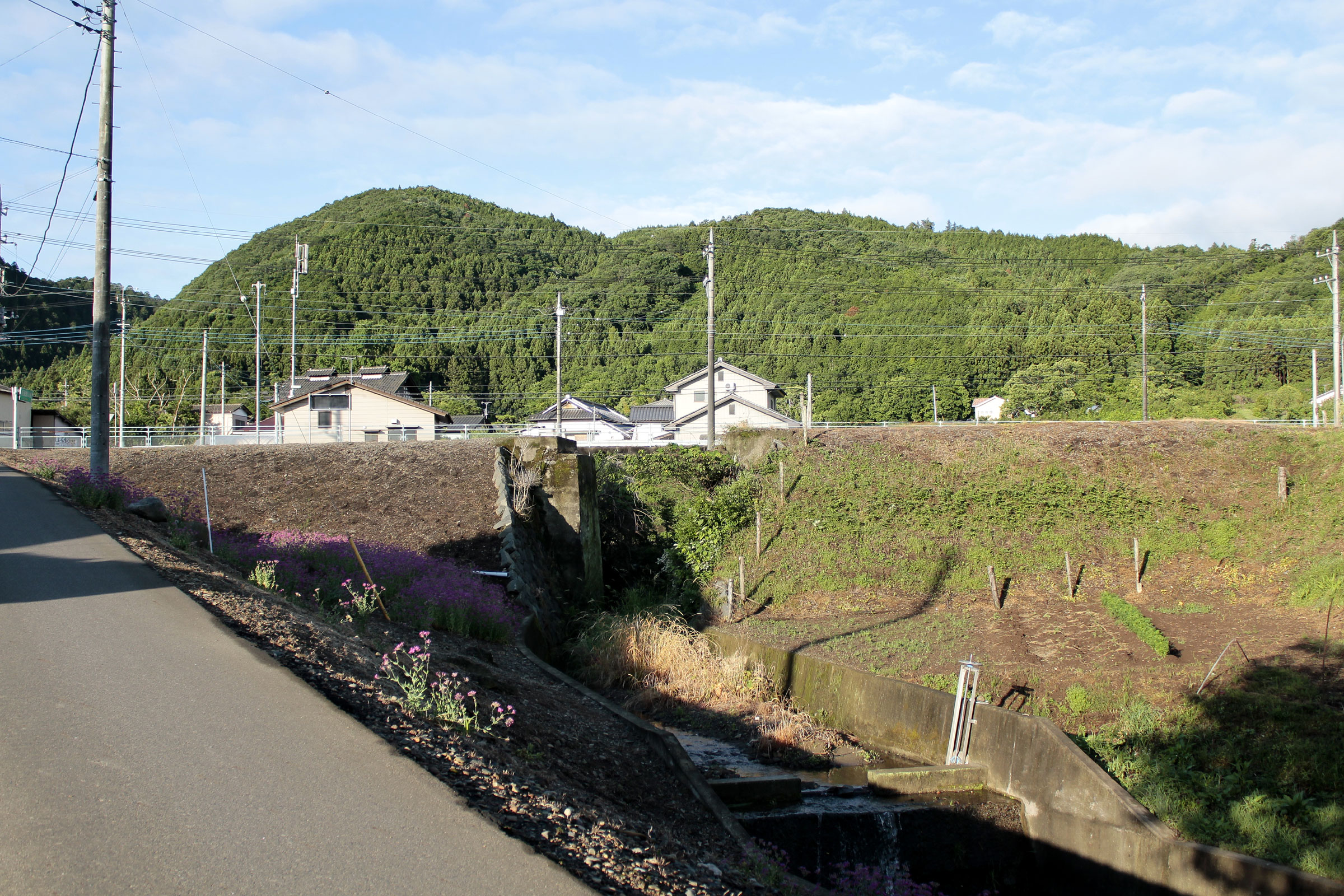
北側から見た橋台